# 奥森ボウイ
奥森ボウイは日本の漫画家。主に成人向け漫画作品を中心に一般向け漫画作品や書籍表紙イラスト、アダルトゲーム作品のキャラクター原画なども手がけている。

## 人物
- 大学生の時に漫画賞に応募した。入選はしなかったが担当がつき、アシスタント経験を勧められ、藤子不二雄Ⓐの藤子スタジオを紹介された。
- 藤子不二雄Ⓐの株式会社藤子スタジオ（ふじこスタジオ）でアシスタントを3年ほど務めたのち[1]、漫画賞を受賞するも、デビューには繋がらず、しばらくの間アシスタントと複数のアルバイトをしながら過ごした。
- 2005年頃から実話誌での（原作つき）漫画執筆で商業漫画家として活動を始めた。その後は成人漫画誌へ活動の場を移し、人妻ものやギャルものを扱った成人漫画誌などで連載を持った。当時のペンネームは現在のものとは違う。
- 2010年華漫GLOD（ワニマガジン社）誌上でペンネームを奥森ボウイと改名し、同時に一新した絵柄が現在の画風につながっている。
- デビューから1年後、初単行本が出るまでは成人漫画執筆と並行して、書店員として働いていた。
- 2015年より連載が開始されたウェブ配信の成人向け連載漫画『俺得修学旅行～男は女装した俺だけ!!』（forcs）がスマッシュヒットとなり、2018年5月にシリーズの総ダウンロード数が累計1000万DLを突破[2]した。同年、同氏の病気による入院により半年間の休載を挟んだが、作品自体は2019年8月に全29話で無事完結を迎えている。書籍化した『俺得修学旅行』も本編全3巻で累計10万部を突破している。

## 代表作・話題など
- 『俺得修学旅行～男は女装した俺だけ!!』・『毎日が挿入日』
- 2019年7月22日放送回TBSラジオ『JUNK 伊集院光 深夜の馬鹿力』で『俺得修学旅行～男は女装した俺だけ!!』が話題に取り上げられた。

## 作品

### 連載中
- 『地雷ちゃんはマスクを脱がない』（成人向け作品／不定期連載／ジーオーティー）[3]
- 『ユラギ♂ノ♀カラダ』（一般向け作品／不定期連載／週刊漫画TIMES（芳文社）[4]

### 単行本
- 『今回はご縁ありました、ということで。』（富士美出版、2013年11月）ISBN 9784799502471
- 『放課後ふたりぼっち』 （ジーオーティー、2014年12月）ISBN 978-4860849399
- 『俺得修学旅行』（ジーオーティー）
  - 1巻（2016年）ISBN 978-4860848606
  - 2巻（2017年9月）ISBN 978-4814800483
  - 3巻（2019年10月）ISBN 9784814802241
  - 4巻 キャラクターズエピソード（2022年9月）ISBN 978-4823603600
- 『毎日が挿入日』（富士美出版、2017年7月）ISBN 978-4799505229
- 『マンマンちょうだい~義母さんは同級生~』（ジーウォーク、2018年6月発売）ISBN 978-4862977830
- 『ユラギ♂ノ♀カラダ』　１ （芳文社、2023年11月）ISBN 978-4832203433

## アシスタント
- あほすたさん